# Рудник Хорасан 1
Рудник Хорасан 1 – гірничодобувне підприємство на півдні Казахстану, яке здійснює видобуток урану. 
Родовище Північний Хорасан розділили на дві ділянки, при цьому ділянка №1 дісталась компанії «Кизилкум», власниками якої виступили казахський державний концерн «Казатомпром», консорціум японських компаній, що діяв через Energy Asia (Marubeni та Tepco по 30%, Toshiba 22,5%, Chubu Electric 10%, Tohoku Electric та Kyushu Electric по 2,5%) та канадська Uranium One (станом на 2013 рік повністю перейшла під контроль російського «Росатому»). Відомо, що Energy Asia придбала 40% акцій.  
В середині 2010-х провели реорганізацію із передачею прав на розробку до компанії «Хорасан-U», в якій «Казатомпром» мав 33,98%, Energy Asia 36,02% та Uranium One 30%. У 2018-му Казатомпром» викупив в Energy Asia 16,02% акцій та довів свою частку в «Хорасан-U» до 50%. 
Розробка Хорасан 1 почалась в 2008 році. Проектна потужність рудника становить 3000 тон урану на рік, при цьому в 2016-му фактичний видобуток становив 1404 тони. 
Уран видобувають методом підземного вилуговування. Оскільки при цьому споживаються великі обсяги сульфатної кислоти, в 2011-му основні учасники проекту ввели в дію завод з виробництва цієї кислоти в Жанакоргані. Отриманий десорбат частково переробляється на самому руднику у хімічний концентрат природного урану («жовтий кек», далі відправляється на Ульбінський металургійний завод та Степногорський гірничо-металургійний завод, а частково спрямовується на афінажне виробництво сусіднього рудника компанії «Байкен-U» (здійснює розробку ділянки Хорасан 2) для переробки на закис-окис урану. 
Станом на кінець 2021 року ресурси ділянки №1 оцінювались у 36,6 тисяч тон урану, а видобуток планувалось вести до 2038 року.